# Rhinoclemmys rubida
Rhinoclemmys rubida – gatunek żółwia z rodziny batagurowatych (Geoemydidae).

## Występowanie
Rhinoclemmys rubida jest endemitem południowego Meksyku. Wyróżnia się dwa podgatunki, które zamieszkują:
- R. rubida rubida (Cope, 1870) – stany Chiapas i Oaxaca
- R. rubida perixantha (Mosimann & Rabb, 1953) – stany Colima, Guerrero, Jalisco, Meksyk i Michoacán

## Rozmiary
Długość karapaksu: samce do 17,9 cm, samice do 23,0 cm.

## Ochrona
Gatunek ten od 2023 roku jest objęty załącznikiem II konwencji waszyngtońskiej (CITES) i aneksem B UE.